# Новоукраїнка (Дубенський район)
Новоукраї́нка —село в Україні, у Ярославицькій сільській громаді Дубенського району Рівненської області. Населення становить 530 осіб.
До 2017 -  центр однойменної сільської ради, розташоване за 32 км від залізничної станції Гнідава.

Селом проходить асфальтова автотраса Дубне — Луцьк. Дворів — 178. Населення — 514 чоловік. Сільській раді були підпорядковані села Зоряне, Надчиці, Свищів.

## Назва
7 (20) листопада 1917 року, відповідно до Третього Універсалу Української Центральної Ради, увійшло до складу Української Народної Республіки.
Назва села з часу його заснування змінювалася три рази. До 1923 року поселення називалось Шалава. Історичних даних про цю назву немає. За переказами старожилів, місцевість належала графу Ледухівському, котрий жив у своєму маєтку в селі Острожець. Територія була вкрита лісом, який довелося вирізати. Тут стояв тартак, де ліс розпилювали, щоб вивезти в Польщу. Тартак обслуговували люди, які жили в шалаші. Звідси і походить назва Шалава.
У квітні 1923 року на сході жителів села за пропозицією чеха Йозефа Кубіни вирішено поміняти назву Шалава на Ледухівка. Пояснювалося це тим, що поселення розташоване на землі графа Ледухівського. Всі витрати, пов'язані з перейменуванням села, граф узяв на себе. Бажаючи увіковічнити пам'ять про себе, граф дуже розщедрився і подарував громаді 2 га землі під цвинтар і 2 га Кубіні за пропозицію.
У травні 1963 року на загальних зборах жителів села прийнято рішення про перейменування Ледухівки на Новоукраїнку.

## Населення

### Мова
Розподіл населення за рідною мовою за даними перепису 2001 року:
| Мова       | Кількість | Відсоток |
| ---------- | --------- | -------- |
| українська | 526       | 99.25%   |
| російська  | 3         | 0.56%    |
| білоруська | 1         | 0.19%    |
| Усього     | 530       | 100%     |

## Історія
Перші відомості про поселення згадуються в «Показнику місцевості Польської держави». Зазначено, що тут в 1923 році було 9 будинків, у яких проживало 58 жителів. З них чоловіків — 28, жінок — 30.
Варто сказати, що Новоукраїнка має вигідне географічне розташування — вздовж автошляху, збудованого, до речі, каторжниками у 1888 році.
На початку XX ст. поселення було хутором. Але після масового переселення чехів на цю територію у 1920-23 рр. хутір став селом. Крім чеських сімей, було декілька українських, польських, а також одна єврейська. Першими поселилися у Шалаві В'ячеслав Бжень, Пилип Никитюк, Антон Бежовський, Каземір Квітковський, Кирило Василевський, Алізек Кречец, Йосип Кубін, Йосип Хижевський.
На місцині, де зараз тракторна бригада місцевого сільгоспформування, граф Ледухівський у 1910 р. задумав збудувати ґуральню. Поруч з ґуральнею було закладено фундамент для десятка житлових будинків. Під час визвольних змагань у 1918 р. ґуральня зазнала відчутних руйнувань, її відновили у 1920 р.
Під час німецько-радянської війни окремі чехи, які проживали в Ледухівці та навколишніх селах, входили в антинацистську підпільну групу «Бланік». З лютого член «Бланіка» Йозеф Ґазда з Ледухівки(Новоукраїнки), з якої вже вигнали нацистів, надіслав Верховному Головнокомандуючому в Москву телеграму: «Наше село визволене Радянською Армією 29 січня 1944 р. Виражаючи невимовну радість та подяку за наше визволення від проклятого іга фашизму, ми, чехи Західної України, цього з нетерпінням чекали, щоб можна було вступити в ряди чеської бригади в СРСР, щоб допомогти назавжди знищити ненависного ворога народів Європи».
Про патріотизм волинських чехів говорить те, що 12 тисяч чеських добровольців влилися в бригаду Людвіка Свободи. У їх числі — майже два десятки жителів Новоукраїнки.
У листопаді 1948 р. відібравши у селян землю, у селі створено колгосп, який назвали «Соцперемога». Першим головою правління став В'ячеслав Іванович Бжень. До цього господарства у 1950 р. приєднано колгосп ім. Чапаєва (с. Свищів) та «Перемога» (с. Княгинінок). Укрупнена сільгоспартіль одержала назву ім. Чапаєва. Опісля, у 1959 р., під час об'єднання Млинівськогота Острожецького районів господарство перейменоване у «Прогрес», за яким закріплювалося 3027 га землі, у тому числі 2314 га орної. За проявлені успіхи у праці ланкову Є. Р. Котуху було нагороджено найвищою нагородою в колишньому Союзі — орденом Леніна. Зараз сільськогосподарський виробничий комплекс «Прогрес» належить на орендних засадах ПП «Агро-Експрес-Сервіс». Тривалий час у новоукраїнському колективному господарстві головує С. С. Корзан, досвідчений керівник, при якому воно стало одним з найкращих в області.
Під час Німецько-радянської війни проти нацистів на фронтах билося 14 жителів Новоукраїнки. Відвойовано населений пункт від нацистів 5 лютого 1944 р.
Серед тих, кому пощастило повернутися із фронту живим, чимало справжніх героїв. Є серед них і кавалери бойових нагород. Зокрема, найпрестижнішою солдатською медаллю «За відвагу» нагороджено Миколу Семеновича Михнюка, Тимофія Митрофановича Пінчука, Миколу Йосиповича Худика. Орденом слави III ступеня відзначено Петра Карповича Воробця. В арсеналі Павла Пилиповича Руднєва два ордени Слави — II та III ступеня.
А також Калинюк В. І., Чухрій С. Л, Троцюк Я.С., Красун П. М..

## Сьогодення
Характерно, що Новоукраїнка багата на дітей, у тому числі і на близнят. Так, 1989 р. у Раїси Мацюк народилося відразу три донечки. У 1995 р. Галина Пасічник народила двійнят (хлопчика та дівчинку).
Жителі сільської ради мають у власному користуванні 61 легковий автомобіль, 7 тракторів.
У селі є школа, збудована ще у 1924 р. Зараз у ній 23 вчителі, 185 учнів. Є також будинок культури (1975 р.), фельдшерсько-акушерський пункт (1966 р.), відділення зв'язку, магазин, кафе.
У 1992 році було закладено перший камінь у фундамент нової Свято-Троїцької церкви. У 1998 р. храм освячено. За велику сподвижницьку місію у зведенні святині місцевого священика отця Миколая Шутяка та керівника СВК «Прогрес» Степана Корзана нагороджено медаллю Христа Спасителя.
Престольний празник — на Трійцю.
Сільрада розташована на площі 3322,7 га. Сільським головою у 2000 р. обраний Петро Павлович Боровець.
12 червня 2020 року, відповідно до розпорядження Кабінету Міністрів України № 722-р від «Про визначення адміністративних центрів та затвердження територій територіальних громад Рівненської області», увійшло до складу Ярославицької сільської громади.
19 липня 2020 року, в результаті адміністративно-територіальної реформи та ліквідації Млинівського району, село увійшло до складу Дубенського району.

## Бібліотека

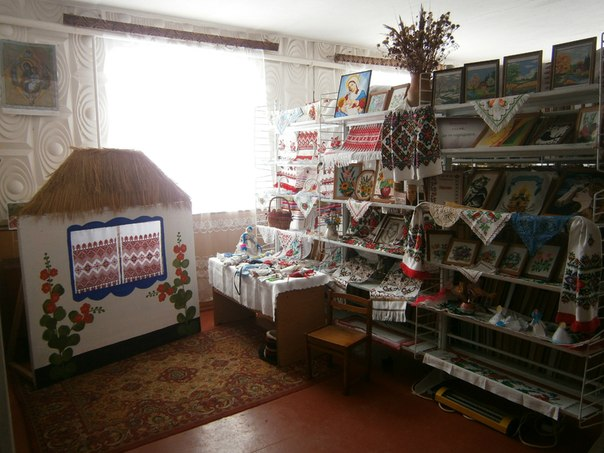
У бібліотеці

За згадкою старожилів першим бібліотекарем був Трохимюк Адам Іванович, який працював до 1957 р. Після нього фонд бібліотеки прийняла Данилюк Софія Михайлівна, яка  була  зразковим працівником культури і її фото було занесене на дошку пошани. З 1997 р. у бібліотеці працює Ярощук Ольга Лук’янівна. У цей період сільську бібліотеку перенесено із приміщення будинку культури до сільської ради де вона знаходиться і донині. 

Бібліотека обслуговує понад 400 читачів – мешканців сіл Новоукраїнка, Надчиці, Зоряне, Свищів. 

Основними напрямками роботи бібліотеки є популяризація книги і читання, задоволення інформаційних запитів жителів місцевої громади, пошуково-краєзнавча діяльність.
  
У бібліотеці створюються книжкові виставки на допомогу навчально-виховному процесу, нових надходжень тощо. При бібліотеці оформлено дитячий куточок для дітей дошкільного віку, для яких тут проводяться читання в голос казок, віршів письменників. При бібліотеці діє клуб за інтересами «Теремок», учасниками якого є діти шкільного віку. Гуртківці ставлять лялькові вистави для малечі та жителів громади.

## Релігія

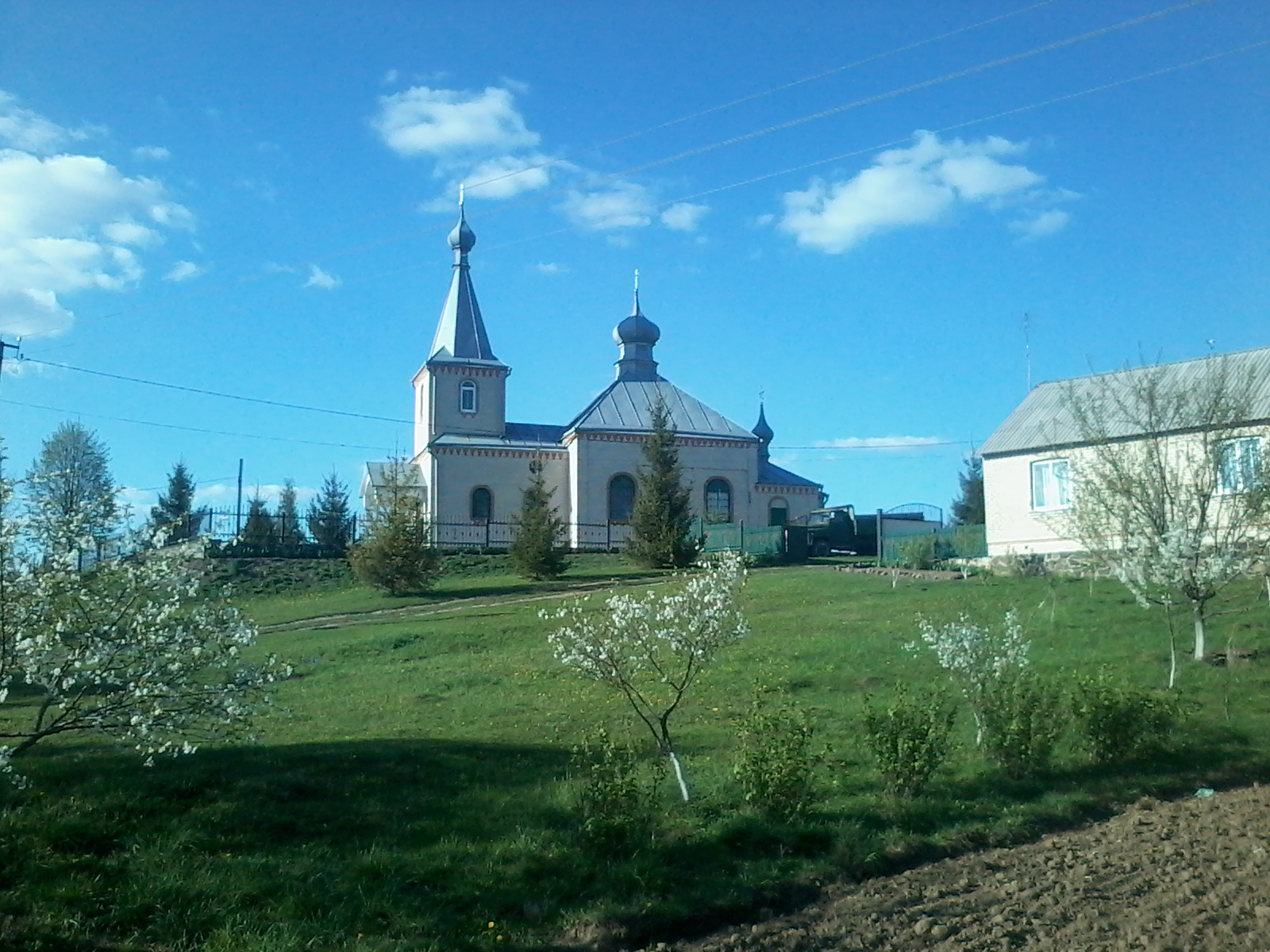
Свято-Троїцька церква с. Новоукраїнка

У 1992 р. закладено перший камінь у фундамент Святотроїцької церкви, а у 1998 р. освячено. Церква знаходиться у с. Новоукраїнка і була збудована за кошти прихожанан.

## Медицина
На території Новоукраїнської сільської ради функціонує фельдшерсько-акушерський пункт, який збудований у 1966 р.